# Bernd Herrmann (Anthropologe)
Bernd Herrmann (* 3. Februar 1946 in Berlin) ist ein deutscher Anthropologe und Umwelthistoriker.

## Werdegang
Nach dem Studium der Anthropologie an der Freien Universität Berlin legte Herrmann 1970 sein Diplom in Biologie ab. 1973 folgte seine Promotion zum Dr. rer. nat. 1975 habilitierte er sich ebenfalls an der FU Berlin für das Fach Anthropologie. 1978 folgte er einem Ruf auf eine Professur für Anthropologie an die Georg-August-Universität Göttingen. 1995/1996 war Herrmann Fellow des Wissenschaftskollegs zu Berlin. Im Jahre 1998 wurde er zum Mitglied der Deutschen Akademie der Naturforscher Leopoldina ernannt. Seit 2000 war Herrmann auch kooptiertes Mitglied der Philosophischen Fakultät der Georg-August-Universität Göttingen. Im Frühjahr 2011 wurde er emeritiert und trat in den Ruhestand.
Herrmann hatte Gastprofessuren in Halle (Saale), Florenz, London, Wien, und Thessaloniki inne. Er ist Autor und Herausgeber von Schriften zur Biologie vor- und frühgeschichtlicher, mittelalterlicher und frühneuzeitlicher Bevölkerungen, der Archäometrie biogener Materialien der Umweltgeschichte im Mittelalter und der frühen Neuzeit sowie von Arbeiten zur Paläopathologie und historischen Anthropologie und forensischen Anthropologie. Neuere Veröffentlichungen siehe Website der Abtlg. Historische Anthropologie (s. u.) und Katalog der Deutschen Nationalbibliothek.